# God jul från Bert och Sune önskar Anders och Sören
God jul från Bert och Sune önskar Anders och Sören är en kassett från 1990 av författarna Anders Jacobsson och Sören Olsson, där sketcher och uppläsningar blandas med musik och sång. Kassetten utgavs på Änglatroll och EMI Music Sweden.

## Spårlista
1. Anders och Sören firar jul
2. Bert och bjudningen
3. Julpotpurri: Blandad jul: Hej tomtegubbar (trad.),  Vi äro musikanter (trad.),  Staffansvisan (Staffan var en stalledräng, trad.),  Sockerbagaren (Alice Tegnér) ; Tomtarnas julnatt (Midnatt råder) / Vilhelm Sefve-Svensson, Tre små gummor (trad.)
4. Berts nyår
5. Jag vill ha (Olle Gustafsson, Sören Olsson, Aanders Jacobsson)
6. Sune hugger julgran
7. Levande kärlek (Olle Gustafsson, Sören Olsson)
8. Sunes julafton

### Fotnoter
1. ↑  ”God jul från Bert och Sune önskar Anders och Sören”. Svensk mediedatabas. 27 februari 1990. http://smdb.kb.se/catalog/id/001483706. Läst 23 december 2013.